# Emma Marrone
Emmanuela Marrone, més coneguda com a Emma Marrone, (Florència, 25 de maig de 1984) és una cantant italiana.
Va començar en la música el 1993, sent una nena. Es va fer coneguda després de passar per Pop Stars el 2003, guanyant el talent show i formant el grup Lucky Star. Després de la seva dissolució el 2007 passa a formar part de la banda de rock alternatiu MJUR. El 2010 edita el seu primer àlbum en solitari. El 2012 va guanyar el Festival de Sanremo amb el tema «Non è l'inferno», que es va convertir en un gran èxit a Itàlia. Emma ha certificat dos multiplatinos, catorze discos de platí i dos d'or per les seves vendes en solitari des de 2010. Ha estat nominada a nombrosos premis, entre ells un MTV. El maig de 2014 va representar a Itàlia al Festival de la Cançó d'Eurovisió a Copenhaguen, després de ser escollida de manera interna per la RAI amb la cançó la mia città. Va acabar en 21a posició.

## Discografia
Àlbums d'estudi
- A me piace così (2010)
- Sarò libera (2011)
- Schiena (2013)
- Adesso (2015)
- Essere qui (2018)
- Fortuna (2019)

EP
- Oltre (2010)

## Gires

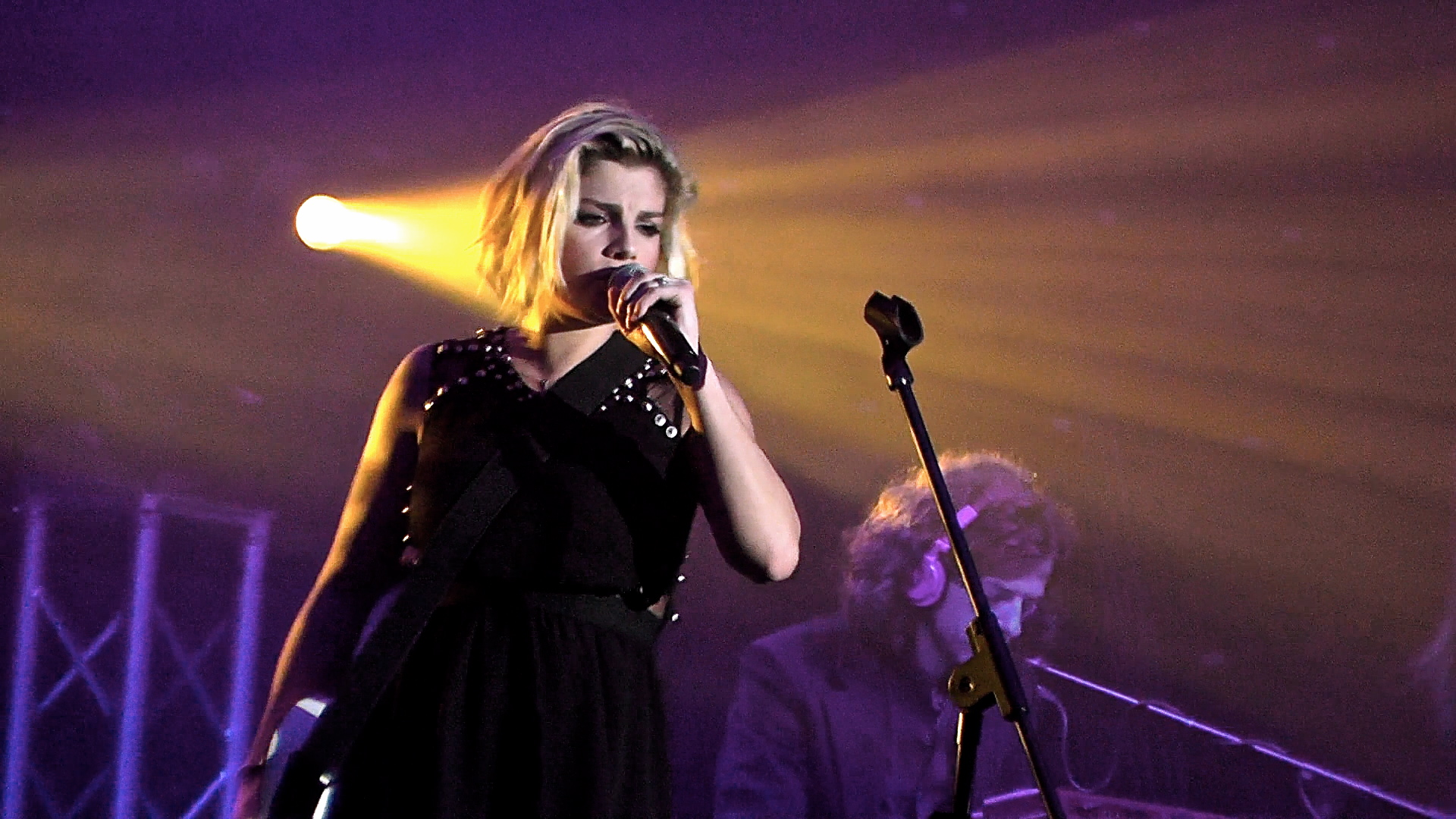
Emma en concert a Bolonya el 2012

| Any  | Tour                  | Etapes | País              | Àlbum/EP           |
| ---- | --------------------- | ------ | ----------------- | ------------------ |
| 2010 | Ahi ce sta passu Tour | 16     | Itàlia            | Oltre              |
| 2011 | A me piace così Tour  | 24     | Itàlia, Eslovènia | A me piace così    |
| 2012 | Sarò libera Tour      | 47     | Itàlia            | Sarò libera        |
| 2013 | Schiena Tour          | 15     | Itàlia            | Schiena            |
| 2014 | Emma limited edition  | 7      | Itàlia, Suïssa    | Schiena vs Schiena |

## Filmografia
- 2012 – Benvenuti al Nord (Cameo Nel blu dipinto di blu)
- 2020 – Gli anni più belli (Anna)